# Welcome to the stage
Welcome to the stage is het eerste livealbum van de Britse band Arena. Na de uitgifte van de albums Songs from the lion's cage en Pride kwam er vraag naar liveopnamen. Arena had in 1996 en 1997 een toer ondernomen, waarbij ook Amsterdam werd aangedaan. De toer bracht de band ook voor twee optredens in Le d'Auteuil in Quebec en wel op 18 en 19 mei 1997. Van die concerten maakte gitarist John Mitchell een album dat uitgegeven kon worden.

## Musici
- Paul Wightson – zang
- John Mitchell – gitaars
- John Jowitt – basgitaar
- Clive Nolan – toetsinstrumenten, zang
- Mick Pointer – slagwerk

## Muziek
De band volgde de traditie van Marillion. Die band opende hun concerten destijds met de ouverture uit La gazza ladra. Arena begon met de ouverture van Guillaume Tell. Beide stukken zijn gecomponeerd door Gioacchino Rossini.
| Nr. | Titel                                  | Duur  |
| --- | -------------------------------------- | ----- |
| 1.  | William Tell Overture (Nolan, Pointer) | 3:10  |
| 2.  | Valley of the kings (Nolan, Pointer)   | 10:07 |
| 3.  | Out of the wilderness (Nolan, Pointer) | 6:46  |
| 4.  | Midas vision (Nolan, Pointer)          | 4:45  |
| 5.  | The healer (Nolan, Pointer, Jowitt)    | 4:51  |
| 6.  | Sirens (Nolan, Pointer)                | 13:57 |
| 7.  | Medusa (Nolan, Pointer)                | 4:22  |
| 8.  | Welcome to the cage (Nolan, Pointer)   | 4:33  |
| 9.  | Jericho (Nolan, Pointer)               | 7:01  |
| 10. | Solomon (Nolan, Pointer)               | 13:55 |

De Nederlandse fanclub The Cage vulde het album later aan met de EP Welcome back to the stage met nog drie nummers uit dat concert:
1. Empire of a thousand days
2. Fool's gold
3. Crying for help V